# 最新科学小説全集
最新科学小説全集（さいしんかがくしょうせつぜんしゅう）は、元々社より1956年から1957年にかけて刊行されたSF小説の叢書。2期24巻の刊行が計画されていたが、版元の倒産により18冊で中断された。
他に刊行予定であった6冊は、元々社の倒産に伴い東京元々社（発売は東京ライフ社）より宇宙科学小説シリーズとして刊行される予定であったが、2冊を刊行したのみに終わった。

## 概要
元々社は明治大学卒業生の小石堅司が創立した出版社で、小石の恩師である明治大学教授の斎藤晌が顧問格であった。「元々社」という社名を命名したのも斎藤である。その斎藤が、元々社が大衆文学叢書の出版に参入するに際し、新しい大衆文学としてのSFに着目し、自らラインナップを選んだのが本叢書である。
第1期全12巻は、1956年4月から10月まで月2冊のペースで刊行。続いて第2期全12巻の刊行にとりかかったが、6冊まで刊行したところで、元々社が事実上倒産し、未完となった。残り6冊については東京ライフ社が『宇宙科学小説シリーズ』として引き継いだが（名義上は東京元々社発行・東京ライフ社発売）、これも1957年10月から12月にかけて2冊出しただけで、未完に終わった。

## 評価
初代『S-Fマガジン』編集長の福島正実は、シリーズ失敗の原因を「SFを紹介する側のSFについての無定見からくる方針のなさ、および、翻訳の、想像を絶する不手際さ」だとしている。横田順彌も「米英第一線級作家の傑作をこれだけ揃えたこのシリーズが挫折したのは、出版社が小さすぎたことと、その翻訳の悪さだった。ともかく、おどろくべき珍訳・誤訳の連続で、二五年を経過した現在でも、誤訳の話というと、いまだに、このシリーズの名前がでてくるくらいひどかった」と酷評している。また翻訳の質については、北杜夫も、「二冊ほどをのぞき手ひどい日本語で、誤訳も多く（ずっと後にアメリカで懐しい作品のペーパー・バックを買ってきてやっと知った）」と回想している。
しかし、SF評論家の高橋良平は、翻訳の質について「確かにひどいものがあるが、すべてが悪訳だったわけではない」と指摘し、福島の主張は「日本におけるSFのパイオニアたらんとする福島正実の戦略的発言と受けとるのが、どうも妥当なようだ」と評している。石ノ森章太郎は、翻訳のひどさは別として、「競って（藤本・我孫子両藤子氏、赤塚、長谷、そしてボク）夢中になって、読み漁っていた」と回想している。また小林信彦は、ゾッキ本としてまとめ売りされたことも信用を落とした一因ではないか、と指摘している。

## 刊行リスト

### 第1期
1. 『宇宙航路』（Return to Tomorrow、ロン・ハバード、尾浜惣一訳）
2. 『人形つかい』（The Puppet Masters、ハインライン、石川信夫訳）
3. 『発狂した宇宙』（What Mad Universe、ブラウン、佐藤俊彦訳）
4. 『海底の怪』（Out of the Deeps (The Kraken Wakes)、ウィンダム 、国松文雄訳）
5. 『地球脱出記』（An Earth Gone Mad、ロージャー・ディー（英語版）、山田純訳）
6. 『人工衛星物語』（Dark Dominion、ダンカン（英語版）、間野英雄訳）
7. 『華氏四五一度』（Fahrenheit 451、レイ・ブラドベリー、南井慶二訳）
8. 『憑かれた人』（A Man Obsessed、アラン・エー・ナース、下島連訳）
9. 『人間の手がまだ触れない（英語版）』（Untouched by Human Hands、シェクレイ、松浦康有訳）
10. 『火星人記録』（The Matian Chronicles、レイ・ブラドベリー、斎藤静江訳）
11. 『月世界植民地』（Earthlight、アーサー・クラーク、石川信夫・船津碇次郎訳）
12. 『新しい人類スラン』（Slan、ヴァン・ヴォーグト、尾浜惣一訳）

### 第2期
1. 『未来世界から来た男』（Man from Tomorrow (Wild Talent)、タッカー、落合鳴彦訳）
2. 『脳波（英語版）』（Brain Wave、アンダースン、山田純訳）
3. 『百五十年後の革命（英語版）』（Revolt in 2100、ハインライン、南井慶二訳）
4. 『地球の緑の丘』（The Green Hills of Earth、ハインライン、石川信夫訳）
5. 『沈黙せる遊星（英語版）』（Out of the Silent Planet、シー・エス・ルイス、大原龍子訳）
6. 『文明の仮面をはぐ（英語版）』（The Big Jump、ブラッケット、松浦康有訳）